# 四阿屋山 (長野県東筑摩郡)
四阿屋山（あずまやさん）は長野県にある標高1,387mの山。

## 概要
筑北三山（四阿屋山･冠着山･聖山）のひとつ。麻績村、筑北村（旧坂井村、旧坂北村、旧本城村）にまたがっている。山頂手前に展望台があり北アルプスを望むことができる。また山頂の一角にブナの原生林がある。秋にはきのこがよく採れる。
山頂に四阿屋大権現を祀っており、地域には四阿屋信仰がある（正月の餅断ち願かけなど）。周辺地域の水分神であり、同時に武田信玄が川中島の戦いで腹痛を患った際にこの山に願掛けしたところ快方に向かったという逸話から腹の神様としても崇められている。

## 周辺にある宿泊施設など
- 草湯温泉 冠着荘（クアハウス坂井）
- 修那羅森林公園

## 隣接する山
- 大沢山

## 似た名前の山
- 長野県上田市（旧真田町）・須坂市・群馬県嬬恋村の境にある「四阿山」（あずまやさん）は別の山。

## 筑北三山
- 四阿屋山（あずまやさん） - 本稿の山。
- 冠着山（かむりきやま） - 標高1,252m。筑北村（旧坂井村）、千曲市。
- 聖山（ひじりやま） - 標高1,447m。麻績村・長野市（旧大岡村）。